# Lorenz Vollmuth
Lorenz Rudolf Vollmuth (* 22. Dezember 1866 im Stationsgebäude der Fürther Kreuzung, heute Muggenhof; † 15. Februar 1934 in Berlin) war ein deutscher Unternehmer.

## Leben und Wirken
Vollmut war der Sohn des fränkischen Bahnwärters Georg Vollmuth (1833) und dessen Ehefrau Christine Bergmann (1834–1874). In seiner Jugend erlernte er den Kaufmannsberuf, um etwa 1891 nach Landshut zu gehen, wo er eine Stelle als Buchhalter bei der Moosmühle fand, einem der größten Betriebe seiner Art im süddeutschen Raum.
Nach dem Tod seines Chefs Ferdinand Moos, dem Besitzer der Moosmühle, wurde Vollmuth Geschäftsführer des Unternehmens, das zu der Zeit im Eigentum von Moos’ Witwe Elise Moos geborene Hofmann (1856–1946) stand. Am 10. September 1894 verehelichte Vollmuth sich mit der Witwe. Durch eine Kapitaleinlage von 100.000 Goldmark wurde er Miteigentümer („Kunstmühlenbesitzer“) der Moosmühle, die zunächst als offene Handelsgesellschaft unter dem Namen Firma F. Moos und Comp. betrieben wurde.
Aus Vollmuths Ehe gingen die Töchter Elisabeth Anna Maria (genannt Else) (* 2. Oktober 1896), Bertha (* 27. September 1898) und Anna Maria (* 7. Januar 1900) und der Sohn Rudolf Simon (* 1895; † 1943 in Berlin) hervor.
Im Frühjahr 1895 fusionierte die Moosmühle mit der J. Krämerschen Kunstmühle im Eigentum des Bankhauses Adolf Böhm zur Aktiengesellschaft Vereinigte Kunstmühlen AG. Die neue Firma, an der zudem die Kunstmühle Rosenheim, die Bayerische Vereinsbank und Fritz Volz beteiligt waren, hatte ein Aktienkapital von 800.000 Reichsmark. Vollmuth wurde zum Vorstand der neuen Firma bestellt, die sich binnen kurzer Zeit zum größten Mühlenbetrieb im rechtsrheinischen Bayern entwickelte.
Am 1. September 1900 trat Vollmuth von seinem Posten zurück: Durch die Auszahlung seines Anteils an der erheblich gewachsenen Firma zu erheblichen Reichtum gelangt, siedelte er mit seiner Familie nach München über, um sich 1902 in Deggendorf niederzulassen, wo er im Randbezirk Schaching unter dem Namen „L. & E. Vollmuth“ eine Holzwarenfabrik gründete, in der Rodelschlitten, Leiterwagen, Kastenwagen, Kindermöbel, Feldstühle und Obstverwertungsgeräte hergestellt wurden. Am 19. November 1921 wurde die Firma in eine „Lorenz Vollmuth & Co Holzwarenfabrik GmbH“ umgewandelt. Teilhaber waren Vollmuth und seine Frau mit je 100.000 Mark und der Kaufmann Rudolf Vogl mit 200.000 Mark Stammeinlage. Vollmuth agierte dabei weiter als Fabrikbesitzer und sein Sohn Rudolf als Direktor. Das Sortiment der Firma erweiterte sich damals um Büromöbel, Klosettsitze, Triumphstühle sowie Küchen- und Gartenmöbel. Vollmuth residierte in seiner Villa in Schaching, mit einer Grundfläche von 150 Quadratmetern und einem Garten mit 10.000 Quadratmetern.
1923 wurde Vollmuth zum Ehrenbürger der Stadt Deggendorf ernannt, am 17. April 1924 verlieh ihm das Bayerische Wirtschaftsministerium den Titel eines Kommerzienrates.
Auf Betreiben seines Schwiegersohnes Gregor Strasser – der 1920 Vollmuths älteste Tochter Elisabeth Anna Maria geheiratet hatte – trat Vollmuth mit Eintrittsdatum vom 8. August 1925 in die NSDAP ein (Mitgliedsnummer 20.009). Sein Sohn Rudolf machte in der Partei, in der der Schwiegersohn bald als Organisationsleiter (Generalsekretär) der Partei nach Adolf Hitler die Rolle des zweiten Mannes einnahm, zeitweise Karriere als Adjutant der Reichsorganisationsleitung, bevor er sich Ende 1932 wie Strasser wieder aus dieser zurückzog.
Vollmuth starb nach langer Krankheit Anfang 1934 in Berlin-Wilmersdorf, wohin er 1933 mit seiner Familie übergesiedelt war.